# Zdeněk Král
Zdeněk Král (* 22. února 1971 Česká Lípa) je český pianista, hudební skladatel a autor dětských knih.
Je držitelem několika cen, např. Classic Prague Awards za nejlepší skladbu vážné hudby za rok 2019, Generace (1. a 3. místo), cen Osa za nejúspěšnějšího skladatele vážné hudby 2019 a 2020 /viz níže/.
Vystudoval konzervatoř v Teplicích (obor kontrabas), studoval také na Konzervatoři Jaroslava Ježka v Praze (obor klavír). V roce 1998 vystudoval kompozici na Hudební fakultě Janáčkovy akademie múzických umění v Brně. Na též fakultě dokončil v roce 2003 doktorské studium teorie hudební tvorby.

## Dílo
Zdeněk Král je autorem hudby k téměř stovce divadelních, filmových a rozhlasových projektů, autorem desítky komorních skladeb (tria, kvartety, sólové skladby, atd.), symfonických a sborových skladeb, oper, muzikálů, písní i šansonů. Natočil 5 sólových klavírních alb, a více než 50 alb s různými interprety, napsal scénickou hudbu k 90 představením, hudbu k filmům Velkofilm, Jako nikdy a Město a ke krátkometrážním snímkům Exchange, Výlet do Paříže a Fake Dragons a hudbu k dokumentu Osud jménem Tugendhat. S Martinem Krajíčkem (mandolína) tvořil duo KK Band. Je členem divadla Komediograf, byl členem seskupení Inspektor Kluzó. Je spoluautorem a jedním z protagonistů pořadu České televize Déčko: Hýbánky.
Napsal dětské představení Edison (prem. 19. 6. 2019 ND Brno), knížku pohádek pro děti Tři drakouni, sborník logopedických písniček Žvaní žabák u louže. Dále zpěvníky úprav lidových písní (Písničky pro děti, Písničky o zvířátkách, Nejkrásnější písničky atd.). Je autorem dětské knihy Edison, která vyšla také v ukrajinském a slovenském jazyce.

## Výběr z hudební tvorby
Baron na stromě (symfonický orchestr)
Missa brevis (smíšený sbor, sóla, komorní ansámbl)
Magnificat (smíšený sbor, varhany)
Call me! (symfonický orchestr)
Klavírní koncert
Houslový koncert
Carmina burana 2 - O lidské duši (dětský sbor, sóla, komorní orchestr, big-beatová kapela)
Ave verum corpus (soprán, smyčcový kvartet, kontrabas, klavír)
Kde domov náš? (klavírní trio)
Kvartet (smyčcový kvartet)
Otáčím se (smyčcový kvartet)
Nekonečné příběhy (smyčcový kvartet, klavír)
Oratorium Vánoční zázrak (sbor, sóla, symf. orchestr)
Shakespearovské variace (alt solo, klavírní trio)
Love Deficience (klavírní trio)
Sms Symphony (symf. orchestr)
Spain (klavírní trio)
Letem českým internetem (kantáta pro sbor, marimbu, bicí nástroje a klavír)

## Muzikály
Jednou budem dál (Petr Michálek, Jan Šotkovský, Zdeněk Král), Městské divadlo Zlín
Orfeus Superstar (Petr Čenský, Zdeněk Král)
Interview (Gabriela Petráková, Tomáš Novotný, Marek David, Zdeněk Král), ND Moravskoslezské, Ostrava

## Opery
Wheelchair Girl (česky Zoe a Andersen)
Časožrout v obchoďáku (komorní opera)
Čarovná noc (komorní opera)
Čertův pramen (komorní opera)
Bestie (miniopera)

## CD piano solo
Pianoptikum (piano)
You... (piano solo)
NAHA (piano solo)
Možnosti/Possibilities (piano solo)
Zodiac (piano solo)
Expectation (piano solo)

## Ostatní CD
KK Band: Šoulet
KK Band: Ve čtvrtek na jaře
Zdeněk Král & Minach: Balada pro Bardotku
Minach: Zimomriavky
Missa brevis (se soubory Musica da camera Brno a Octopus Vocalis)
Andrea Buršová, Zdeněk Král, Indigo Quartet: Nůž na ticho
Ivana Odehnalová: Fantigo (texty Tomáš Novotný, hudba Zdeněk Král)
Zadržitelný vzestup Artura Uie (scénická hudba)
Zdeněk Král, Jiří Jelínek: Konžert
Zdeněk Král, Jiří Jelínek: Anežka chce tančit
Zdeněk Král, Indigo Quartet: Out of Blue/s/
Inspektor Kluzó: Dáma a pes (s Tomášem Matonohou a Vendulou Příhodovou)
Kennedyho děti (s Alexandrem Minajevem)
Zdeněk Král, Mario Buzzi: Komediograf
Carmina burana 2 - O lidské duši pro dětský sbor a orchestr (Petr Čenský, Zdeněk Král, Mendíci)
Boshonto (s Mohsinem Mortabou)
Dekabaret (šansony pro Švandovo divadlo)
Ambra (Ambra 1, 2, 3)
Bezmocná hrstka (seskupení skladatelů JAMU)
České moře (scénická hudba k představení V. Morávka)

## Knihy a zpěvníky
Písničky pro děti
Písničky o zvířátkách
Zdeněk Král, Yvetta Voráčová: Hýbánky
Nejkrásnější písničky
Zdeněk Král, Miroslava Palečková: Žvaní žabák u louže
Tati, ty mě přivedeš do hrobu
Písničky pro malé zpěváčky
Drakouni
Zpěvník s omalovánkami
Lidové písničky
Edison (CZ)
Edison (UK)

## Výběr scénické hudby
Slavná Nemesis (rež, David Jařab), Divadlo Komedie, Praha
Komediograf (rež. Luboš Balák), HaDivadlo, Brno
Deník Anne Frankové (rež. Zoja Mikotová), Uherské Hradiště
Největší z Pierotů (rež. Zoja Mikotová), Městské divadlo Zlín
Edison! (rež. Hana Mikolášková), ND Brno, Reduta
Vertigo (rež. Alexandr Minajev), Divadlo v Celetné, Praha
Idiot (rež. Alexandr MInajev), Městské divadlo Zlín
Revizor (rež. Alexandr MInajev), Ústí nad Labem
Jednou budem dál (režie Petr Michálek), Městské divadlo Zlín
Tvrz (rež. Luboš Balák), Divadlo Bolka Polívky, Brno
Vlaková pohádka (rež. Jiří Jelínek)
Aladin (rež. Jiří Jelínek), Divadlo Viola, Prešov (SK)
Moj malý princ (rež. Jiří Jelínek), Divadlo Viola, Prešov (SK)
Gašpariáda (rež. Jiří Jelínek), Nitra (SK)
Najmenší cirkus (rež. Jiří Jelínek), Nitra (SK)
Pohádka o nevyřáděném dědečkovi (rež. Jiří Jelínek), ND Brno, Reduta
Hop (rež. Jiří Jelínek), Nitra (SK)
Dlouhý, Široký a Bystrozraký (rež. Jiří Jelínek), Divadlo Lampion, Kladno
Dášeňka (rež. Jiří Jelínek), Husa Na Provázku, Brno
O pejskách a kočičkách (rež. Jiří Jelínek), Husa Na Provázku, Brno
Shakespyré (rež. Jiří Jelínek), Husa Na Provázku, Brno
Raskolnikov (rež. Jiří Jelínek), Městské divadlo Zlín
České moře (rež. Vladimír Morávek), Husa Na Provázku, Brno
Pižďuši (rež. Vladimír Morávek), Husa Na Provázku, Brno
Dlouhý, Široký a Bystrozraký (rež. Jolana Kubíková), ND Brno, Malá scéna
1930 (rež. Jolana Kubíková)
Hamlet (rež. Jolana Kubíková)
Princezna Pampeliška (rež. Jolana Kubíková)
Amadeus (rež. Pavel Šimák), ND Moravskoslezské, Ostrava
Červený a černý (rež. Pavel Šimák), Městské divadlo Zlín
Vlnobití Andrey Buršové (rež. Dodo Gombár), Švandovo divadlo, Praha
Mahenova Reduta (rež. Hana Mikolášková), ND Brno, Reduta
Paleček (rež. Jiří Jelínek), Městské divadlo Zlín
Tančiareň (rež. Jiří Jelínek), Divadlo Viola, Prešov (SK)
Aladin (rež. Jiří Jelínek), Divadlo Viola, Prešov, (SK)
Dobré ráno, Viktore (rež. Jiří Jelínek), Divadlo Minor, Praha
Odamšeneodam (rež. Zuzana Cejnarová), Divadlo Viola, Prešov (SK)
Kabaret Bozk (rež. Jiří Jelínek), Divadlo Viola, Prešov, (SK)
Bylo nás pět (rež. Jiří Jelínek), Divadlo Bajka, Těšín
Kubula a Kuba Kubikula (rež. Jiří Jelínek), ND Brno, Malá scéna
Kráska a zviera (rež. Jiří Jelínek), Divadlo Viola, Prešov, (SK)
Spejbl, Hurvínek a já (rež. Jiří Jelínek), Divadlo Spejbla a Hurvínka, Praha
Vánoce u Čapků (rež. Jiří Jelínek), Rokoko, Praha

## Ceny
1996 Trstěnická cena (za skladbu Shamanyka pro bicí nástroje)
1997 cena Generace za skladbu Stopy po nich (3.místo)
1998 cena Generace za skladbu Bariéry (1.místo)
1998 cena Tribuna mladých skladatelů v Paříži (skladba Bariéry pro 2 klarinety, klavír a bicí nástroje)
2010 cena poroty festivalu Zahrada: Krteček.(Duo KK Band)
2015 Cena komediantů za scénickou hudbu k inscenaci Deník Anne Frankové Slováckého divadla v Uherském Hradišti.
2017 finalista mezinárodní skladatelské soutěže The UK Songwriting Contest 2017 v kategorii instrumentální skladby.
2017 finalista mezinárodní soutěže Pianista roku.
2019 cena Osa za nejhranějšího skladatele vážné hudby za rok 2018
2020 cena Classic Prague Awards za skladbu Magnificat pro smíšený sbor a varhany za rok 2019
2020 cena Osa za nejhranějšího skladatele vážné hudby za rok 2019
2020 cena Osa za nejúspěšnější skladbu vážné hudby za rok 2019